# Trent Williams
Trent Williams (Longview, 19 luglio 1988) è un giocatore di football americano statunitense che milita nel ruolo di offensive tackle per i San Francisco 49ers della National Football League (NFL).

## Carriera universitaria
Al college, Williams giocò a football per gli a Oklahoma Sooners dal 2006 al 2009, disputando complessivamente 51 partite nel ruolo di offensive lineman.
Premi e riconoscimenti
- First-team All-American (2009)
- First-team All-Big 12 (2009)
- Third-team All-American (2008)
- Second-team Freshman All-American (2006)

## Carriera professionistica

### Washington Redskins
Prima del draft NFL 2010, Williams era considerato come uno dei migliori offensive tackle selezionabili. Il giorno dell'evento fu chiamato con la quarta selezione assoluta dai Washington Redskins. Il 30 luglio 2010 firmò un contratto di 6 anni per un totale di 60 milioni di dollari. Debuttò nella NFL il 12 settembre 2010 contro i Dallas Cowboys indossando lo stesso numero del college, il 71.
A partire dalla sua seconda stagione, Williams diventò il co-capitano offensivo della squadra, affiancato dal veterano Santana Moss. Prima della 14ª della stagione 2011, Williams e il compagno di squadra Fred Davis furono sospesi per quattro partite dopo aver ripetutamente fallito i test sulle sostante stupefacenti..
Tornato in campo nella stagione 2012, Williams a fine anno fu convocato per il primo Pro Bowl in carriera. A fine anno fu classificato al numero 99 nella classifica dei migliori cento giocatori della stagione mentre i Redskins tornarono a vincere la propria division dopo un decennio.
Nel 2013, Williams fu premiato con la seconda convocazione al Pro Bowl a fine stagione fu votato al 60º posto nella NFL Top 100 dai suoi colleghi. L'anno successivo fu nuovamente selezionato per il Pro Bowl.
Il 29 agosto 2015, Williams firmò coi Redskins un rinnovo contrattuale quinquennale del valore di 66 milioni di dollari. A fine anno fu convocato per il quarto Pro Bowl consecutivo ed inserito nel Second-team All-Pro.

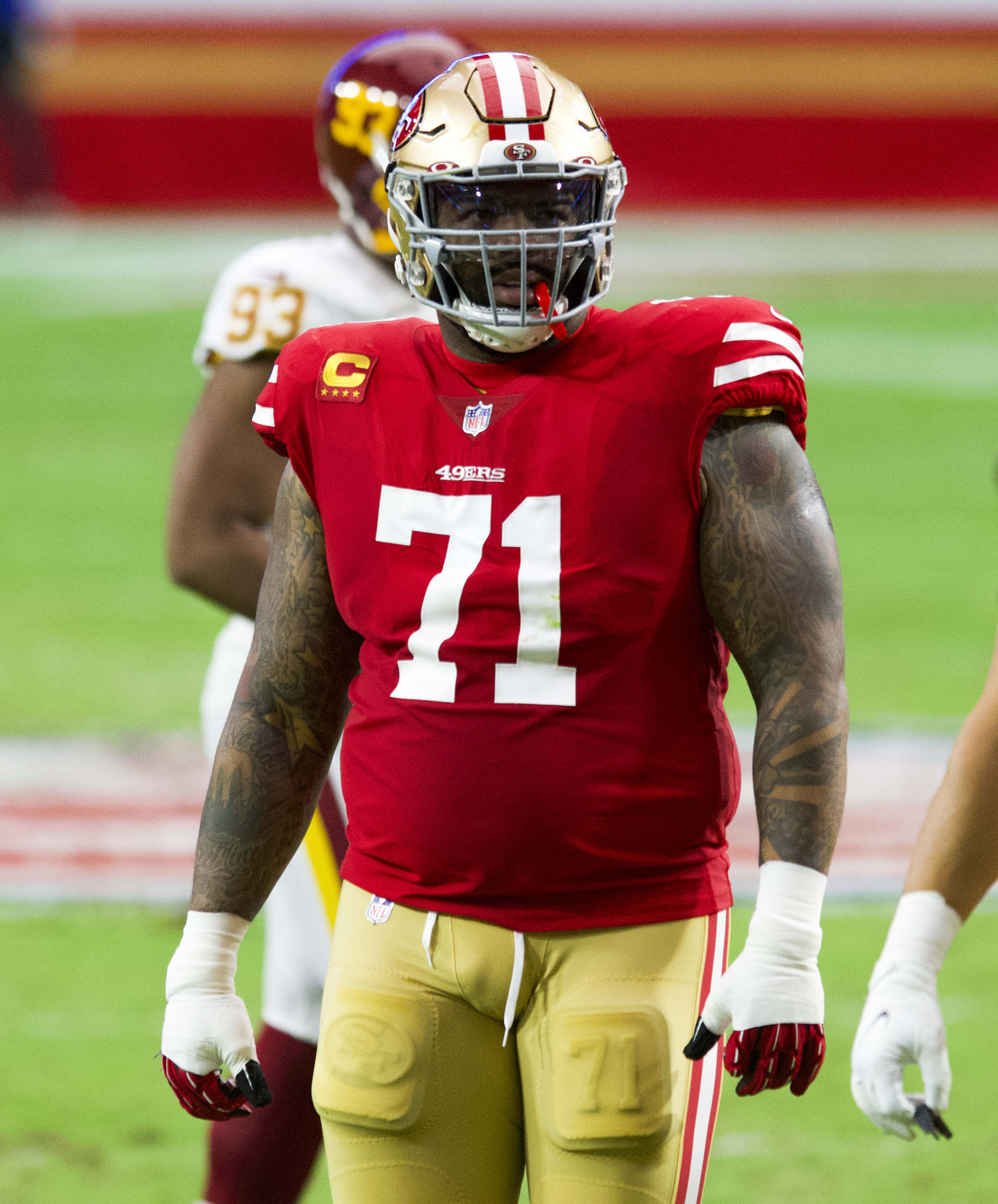
Williams nel 2020 con i 49ers

### San Francisco 49ers
Il 25 aprile 2020 Williams fu scambiato con i San Francisco 49ers per una scelta del quinto giro del Draft NFL 2020 e una del terzo giro del Draft 2021. Il 4 novembre risultò positivo al COVID-19. A fine stagione fu convocato per il suo ottavo Pro Bowl (non disputato a causa della pandemia di COVID-19).
Il 16 marzo 2021 Williams firmò con i 49ers un nuovo contratto di sei anni per valore di 138,06 milioni di dollari. A fine stagione fu convocato per il suo nono Pro Bowl e inserito nel First-team All-Pro. Ottenne gli stessi riconoscimenti anche nel 2022 e 2023, anno quest'ultimo in cui si qualificò per il primo Super Bowl della carriera, perso ai tempi supplementari contro i Kansas City Chiefs.
Nell'estate 2024 Williams scioperó alla ricerca di un nuovo accordo contrattuale, che giunse il 3 settembre, pochi giorni prima dell'inizio della stagione regolare.

## Palmarès

### Franchigia
- National Football Conference Championship: 1

San Francisco 49ers: 2023

### Individuale
- Convocazioni al Pro Bowl: 11

2012, 2013, 2014, 2015, 2016, 2017, 2018, 2020, 2021, 2022, 2023
- First-team All-Pro: 3

2021, 2022, 2023
- Second-team All-Pro: 1

2015